# Universitatea „Artifex” București
Universitatea „Artifex” București este o instituție academică privată, integrată în sistemul național de învățământ superior, înființată în 1992 sub numele de „Universitatea Artifex - Academia de înalte studii cooperatiste” și acreditată sub numele actual, prin Legea 133/2005. Este membru fondator al Universității Cooperative Europene.

## Rădăcini și tradiții
Universitatea „ARTIFEX” București continuă tradiția începută în 1919, de „Școala de Studii Cooperative”, înființată cu sprijinul profesorilor Ion Răducanu și Nicolae Iorga. 

## Facultăți
Universitatea „Artifex” București oferă programe de studii prin intermediul următoarelor structuri academice:

### Facultatea de Finanțe și ContabilitateArhivatîn23 iunie 2015, laWayback Machine.
» Programe de studii de licență:
- Contabilitate și informatică de gestiune
- Finanțe si bănci

» Programe de studii de master:
- Management financiar, bancar și de asigurări
- Finanțe, bănci și piețe de capital
- Managementul sistemului informațional financiar-contabil

### Facultatea de Management și MarketingArhivatîn23 iunie 2015, laWayback Machine.
» Programe de studii de licență:
- Management
- Marketing
- Economia comerțului, turismului și serviciilor(ECTS)

» Programe de studii de master:
- Management și comunicare în afaceri
- Management organizațional
- Managementul întreprinderilor mici si mijlocii
- Administrarea afacerilor în comerț, turism și servicii

Universitatea dispune de un "Centru de consiliere și orientare în carieră", bibliotecă și săli de studiu, precum și de infrastructura necesara cazării propriilor studenți.